# ФК Албирекс Нигата
Албирекс Нигата (јап. アルビレックス新潟) јапански је фудбалски клуб из Нигате.

## Име
- ФК Нигата илевн (јап. 新潟イレブンサッカークラブ, 1955—1994)
- ФК Албирео Нигата (јап. アルビレオ新潟FC, 1995—1996)
- ФК Албирекс Нигата (јап. アルビレックス新潟, 1997—)

## Успеси
Првенство
- Фудбалска лига Хокушинецуа: 1986, 1996, 1997.
- Џеј 2 лига: 2003, 2022.